# The Englishman and the Girl
The Englishman and the Girl è un cortometraggio muto del 1910 scritto e diretto da David W. Griffith. Prodotto e distribuito dalla Biograph Company, il film è una commedia che uscì nelle sale il 17 febbraio 1910. Tra gli attori, anche Mary Pickford.

## Trama
Le prove della filodrammatica di una cittadina sono interrotte dall'arrivo di una lettera che annuncia l'arrivo di un parente dall'Inghilterra. L'uomo si dimostra uno privo di qualsiasi senso dell'umorismo, diventando bersaglio di ogni genere di scherzo da parte degli abitanti della città. Gli attori dilettanti si travestono da indiani, minacciandolo. Ma l'uomo ribalta la situazione: tira fuori una vera pistola e li fa scappare a gambe levate.

## Produzione
Il film fu prodotto dalla Biograph Company.

## Distribuzione
Distribuito dalla Biograph Company, il film - un cortometraggio in una bobina - uscì nelle sale statunitensi il 17 febbraio 1910. Venne distribuito nel Regno Unito il 26 dicembre 1912.
Non si conoscono copie ancora esistenti della pellicola che viene considerata presumibilmente perduta.